# Seznam dílů seriálu Cloak & Dagger
Toto je seznam dílů seriálu Cloak & Dagger. Americký dramatický televizní seriál Cloak & Dagger měl premiéru 7. června 2018 na stanici Freeform. Celkem bylo zveřejněno 20 dílů seriálu.

## Přehled řad
| Řada | Díly | Premiéra v USA  | Premiéra v USA  |
| Řada | Díly | První díl       | Poslední díl    |
| ---- | ---- | --------------- | --------------- |
| 1    | 10   | 29. března 2018 | 24. května 2018 |
| 2    | 10   | 4. dubna 2019   | 30. května 2019 |

## Seznam dílů

### První řada (2018)
| Č. v seriálu | Č. v řadě | Původní název     | Režie                 | Scénář                                        | Premiéra v USA    |
| ------------ | --------- | ----------------- | --------------------- | --------------------------------------------- | ----------------- |
| 1            | 1         | First Light       | Gina Prince-Bythewood | Joe Pokaski                                   | 7. června 2018    |
| 2            | 2         | Suicide Sprints   | Alex Garcia Lopez     | Joe Pokaski                                   | 7. června 2018    |
| 3            | 3         | Stained Glass     | Peter Hoar            | Ariella Blejer, Dawn Kamoche a Peter Calloway | 14. června 2018   |
| 4            | 4         | Call/Response     | Ami Canaan Mann       | Christine Boylan a Marcus J. Guillory         | 21. června 2018   |
| 5            | 5         | Princeton Offense | Ry Russo-Young        | Niceole R. Levy a Joe Pokaski                 | 28. června 2018   |
| 6            | 6         | Funhouse Mirrors  | Jennifer Phang        | J. Holtham a Jenny Klein                      | 5. července 2018  |
| 7            | 7         | Lotus Eaters      | Paul Edwards          | Joe Pokaski a Peter Calloway                  | 12. července 2018 |
| 8            | 8         | Ghost Stories     | Alex Garcia Lopez     | Christine Boylan a Jenny Klein                | 19. července 2018 |
| 9            | 9         | Back Breaker      | Jeff Woolnough        | Niceole R. Levy a Peter Calloway              | 26. července 2018 |
| 10           | 10        | Colony Collapse   | Wayne Yip             | Joe Pokaski                                   | 2. srpna 2018     |

### Druhá řada (2019)
| Č. v seriálu | Č. v řadě | Původní název    | Režie             | Scénář                            | Premiéra v USA  |
| ------------ | --------- | ---------------- | ----------------- | --------------------------------- | --------------- |
| 11           | 1         | Restless Energy  | Jennifer Phang    | Joe Pokaski                       | 4. dubna 2019   |
| 12           | 2         | White Lines      | Jeff Woolnough    | Peter Calloway a Niceole R. Levy  | 4. dubna 2019   |
| 13           | 3         | Shadow Selves    | Matt Hastings     | Kate Rorick a Marcus J. Guillory  | 11. dubna 2019  |
| 14           | 4         | Rabbit Hold      | Amanda Row        | Joy Kecken a J. Holtham           | 18. dubna 2019  |
| 15           | 5         | Alignment Chart  | Rachel Goldberg   | Niceole R. Levy a Peter Calloway  | 25. dubna 2019  |
| 16           | 6         | B Sides          | Lauren Wolkstein  | Kate Rorick a Pornsak Pichetshote | 2. května 2019  |
| 17           | 7         | Vikingtown Sound | Joe Pokaski       | Joe Pokaski                       | 9. května 2019  |
| 18           | 8         | Two Player       | Jessika Borsiczky | Kate Rorick a Joy Kecken          | 16. května 2019 |
| 19           | 9         | Blue Note        | Ami Canaan Mann   | Alexandra Kenyon a Peter Calloway | 23. května 2019 |
| 20           | 10        | Level Up         | Philip John       | Joe Pokaski                       | 30. května 2019 |